# Sergei Sergejewitsch Gaidutschenko
Sergei Sergejewitsch Gaidutschenko (russisch Сергей Сергеевич Гайдученко, ukrainisch Сергій Сергійович Гайдученко/Serhij Serhijowytsch Hajdutschenko; * 6. Juni 1989 in Kiew, Ukrainische SSR) ist ein russisch-ukrainischer Eishockeytorwart, der zuletzt beim KHL Medveščak Zagreb aus der Kontinentalen Hockey-Liga unter Vertrag stand.

## Karriere
Sergei Gaidutschenko begann seine Karriere als Eishockeyspieler im Nachwuchsbereich vom Lokomotive Jaroslawl, für dessen zweite Mannschaft er erstmals in der Saison 2006/07 in der drittklassigen Perwaja Liga aktiv war. Anschließend wurde der Torwart im NHL Entry Draft 2007 in der siebten Runde als insgesamt 202. Spieler von den Florida Panthers ausgewählt. Vorerst blieb er jedoch in seiner russischen Heimat, wo er in der Saison 2007/08 sein Debüt im professionellen Eishockey für Metallurg Nowokusnezk aus der russischen Superliga gab. Zur folgenden Spielzeit wechselte er zu seinem Ex-Club Lokomotive Jaroslawl in die neu gegründete Kontinentale Hockey-Liga, in der er bis 2010 für Lokomotive zwischen den Pfosten stand.
Im Juni 2010 tauschte Lokomotive die KHL-Rechte an Gaidutschenko gegen einen Erstrunden-Wahlrecht für den KHL Junior Draft 2010. Im Juli 2010 wurde Gaidutschenko für zwei Jahre vom HK ZSKA Moskau verpflichtet. In den folgenden zwei Jahren kam Gaidutschenko regelmäßig bei ZSKA zum Einsatz, absolvierte aber während der Spielzeit 2010/11 auch viele Partien in der Molodjoschnaja Chokkeinaja Liga (MHL) für  Krasnaja Armija Moskau. So gewann er in den MHL-Playoffs 2011 den Charlamow-Pokal, die Siegertrophäe der Liga.
Im Mai 2012 kehrte Gaidutschenko zu seinem Heimatverein zurück, verließ diesen jedoch einen Monat später und unterschrieb einen Zweijahresvertrag beim HK Sibir Nowosibirsk. Während der Saison 2013/14 sollte er für das Farmteam Sauralje Kurgan in der Wysschaja Hockey-Liga zum Einsatz kommen, wechselte aber stattdessen im Dezember 2013 zum HK Donbass Donezk, wo er aber nicht zum Einsatz kam.
Im Sommer 2016 absolvierte er zunächst ein Try-Out und unterschrieb anschließend einen Vertrag über ein Jahr Laufzeit beim KHL Medveščak Zagreb aus der Kontinentalen Hockey-Liga.

### International
Im April 2014 absolvierte er die erste Weltmeisterschaft für die Ukraine, als er bei der Weltmeisterschaft der Division I vier Spiele absolvierte. Auch 2018, als er gemeinsam mit dem Rumänen Patrik Polc die drittbeste Fangquote des Turniers hinter dem Esten Villem-Henrik Koitmaa und dem Litauer Mantas Armalis erreichte, spielte er in der Division I.

## Erfolge und Auszeichnungen
- 2011 Charlamow-Pokal-Gewinn mit Krasnaja Armija Moskau